# Ryota Takasugi
Ryota Takasugi (髙杉 亮太 Takasugi Ryota?, nacido el 10 de enero de 1984 en Yamaguchi) es un futbolista japonés que se desempeña como centrocampista.

## Trayectoria

### Clubes
| Club              | País  | Año         |
| ----------------- | ----- | ----------- |
| FC Machida Zelvia | Japón | 2006        |
| Ehime FC          | Japón | 2007 - 2012 |
| V-Varen Nagasaki  | Japón | 2013 -      |

## Estadística de carrera

### J. League
| Club             | Año   | J. League | J. League | Copa J. League | Copa J. League | Total | Total |
| Club             | Año   | Part.     | Goles     | Part.          | Goles          | Part. | Goles |
| ---------------- | ----- | --------- | --------- | -------------- | -------------- | ----- | ----- |
| Ehime FC         | 2007  | 12        | 1         | -              | -              | 12    | 1     |
| Ehime FC         | 2008  | 36        | 0         | -              | -              | 36    | 0     |
| Ehime FC         | 2009  | 22        | 0         | -              | -              | 22    | 0     |
| Ehime FC         | 2010  | 22        | 1         | -              | -              | 22    | 1     |
| Ehime FC         | 2011  | 35        | 3         | -              | -              | 35    | 3     |
| Ehime FC         | 2012  | 8         | 0         | -              | -              | 8     | 0     |
| V-Varen Nagasaki | 2013  | 28        | 3         | -              | -              | 28    | 3     |
| V-Varen Nagasaki | 2014  | 25        | 1         | -              | -              | 25    | 1     |
| V-Varen Nagasaki | 2015  | 31        | 0         | -              | -              | 31    | 0     |
| V-Varen Nagasaki | 2016  | 32        | 1         | -              | -              | 32    | 1     |
| V-Varen Nagasaki | 2017  | 28        | 2         | -              | -              | 28    | 2     |
| Total            | Total | 279       | 12        | 0              | 0              | 279   | 12    |